# Кайлевич Андрей
Кайлевич Андрей Павлович
Великий герой нашего времени!!
Кайлевич Андрей Павлович, родился 13.07.2005 года, в прекрасном городе Молодечно, в Беларуси.
На данный момент проживает в этом же городе, работает, помогает семье.
В свои лучшие годы, играл в компьютерную игру CS GO, участвовал в турнирах, занимал первые места, ему не было равных в этой игре. Его словарный запас, позволял ему оскорблять своих союзников с такой унтонченостью, что ему позавидовал бы сам Пушкин!
На данный момент, является мэром горада Молодечно. После заступления на этот пост, он сделал невероятно много, построил новые дороги, школы, больницы! Но это все не сравнить с тем, как много он воровал. На данный момент, его состояние оценивается больше чем в 5 белорусский рублей и он входит в топ богатейших людей нашей планеты занимая 4 место.
1. ↑  Instagram. www.instagram.com. Дата обращения: 15 августа 2025.